# Venecuelanski crveni urlikavac
Venecuelanski crveni urlikavac (lat. Alouatta seniculus) je vrsta primata iz porodice hvataša. Živi u Venezueli, Kolumbiji, Ekvadoru, Peruu, Boliviji i Brazilu.

## Izgled
Venecuelanski majmun je zdepasto građen, ima duge, snažne noge i dugi rep. Mužjaci su dugi između 49 i 72 centimetra, dok su ženke duge između 46 i 57 centimetara. Mužjaci su teški 5,4-9 kilograma, a ženke 4,2-7 kilograma. Prosečna dužina repa je 49-75 centimetara. Krajnji deo repa nije pokriven krznom. Boja krzna je crvenkasto-smeđa, i postupno se menja s godinama. Lice je crno i nije prekriveno krznom.

## Ponašanje
Dnevna je životinja, a vreme najčešće provodi odmarajući na granama stabla. Živi u grupama koje se sastoje od 3 do 10 jedinki. U tim grupama obično je jedan ili dva mužjaka, nekoliko ženki i njihovi mladunci . Biljojed je, hrani se listovima, cvetovima i plodovima.
Ženka privlači mužjaka vrteći jezikom. Ako joj mužjak ne odgovori, ona privlači drugog.
Gestacija traje oko 190 dana, i obično se rodi jedno mladunče. Novorođeni majmun ostaje s majkom 18-24 meseca.